# Никејско царство
Никејско царство је једна од држава насталих након крсташког освајања Цариграда 1204. године. Као и остале државе на територији Византијског царства, владари Никејског царства су себе проглашавали за наследнике византијских царева.

## Настанак
Године 1204. византијски цар Алексије V Дука Мурзуфл је побегао из Цариграда, након крсташког освајања града. Убрзо након тога, Теодор I Ласкарис, зет цара Алексија III Анђела, проглашен је царем, али је и он, схвативши да је ситуација у Цариграду безнадежна, бежи у Никеју у Битинији. Латинско царство, основано на територији некадашње Византије, са центром у Цариграду, имало је слабију контролу над бившим византијским територијама. Православне наследнице Византије настају у Епиру, Трапезунту и Никеји. Трапезунт се одвојио као независна држава још неколико недеља пре пада Цариграда. Међутим, Никеја је била најближа бившој византијској престоници и као таква је била у најбољој позицији да покрене борбу за обнову Византије. Теодор I Ласкарис није одмах био успешан, јер га је Хенрик Фландријски поразио 1204. године код Поиманенона и Бурсе. Међутим, он успева да освоји велики део северозападне Мале Азије, након пораза латинског цара Балдуина I у бици код Хадријанопоља. Хенри је био познав у Европу да организује одбрану од напада бугарског цара Калојана. Теодор је такође поразио трапезунтску војску, стварајући нову независну државу. Он се 1206. године прогласио царем.
У наредних неколико година формирани су и разбијани бројни савезници, јер су се око византијских територија бориле и државе наследнице и Латинско царство и Бугари и Селџуци, који су се такође граничили са Никејом. Теодор је 1211. године сузбио велику инвазију Селџука, који су се борили за повратак на власт Алексија III Анђела. Порази су довели до тога да Латинско царство изгуби већину територија у Мизији и на обалама Мраморног мора. Територијалне промене потврђене су Нимфејским уговором. Након смрти Давида Комнина, Никејци су анектирали и његове земље у Пафлагонији. Своју царску титулу Теодор је легитимизовао проглашењем никејске патријаршије. Из руку никејског патријарха Манојла I Свети Сава је добио титулу архиепископа, чиме је основана аутокефална Жичка архиепископија. Године 1219. оженио се ћерком латинске царице Јоланде Фландријске, али је умро 1222. године. Наследио га је зет, Јован III Дука Ватац.

## Експанзија
Долазак Јована Ватаца на власт оспорили су Ласкариси, на челу са севастократорима Исаком и Алексијем, Теодоровом браћом. Они су затражили помоћ латинског цара. Међутим, у бици код Поиманенона Ватац односи победу над Ласкарисима. Сем што је учврстио своју власт, Ватац је победом обезбедио и држање готово свих азијских територија које су у краткотрајном грађанском рату запосели Латини. Године 1224. Солунску краљевину заузео је епирски деспот Теодор Дука Комнин, који се крунисао за цара. Успостављајући Солунско царство, Теодор је дошао у сукоб са Ватацом. Успон епирског владара показао се краткотрајним, јер је Теодор већ 1230. године поражен од бугарског цара Јована у бици код Клокотнице. Будући да Трапезунт није располагао значајнијим снагама, Никеја је остала једина стварна наследница Византије. Ватац је проширио своју власт и преко Егејског мора. У савезу са Јованом Асеном II, он шири свој утицај над Солуном и Епиром. Монголи су 1242. године напали територију Селџука, источно од Никејског царства. Монголска претња је, међутим, заобишла саму Никеју. Ватац је 1245. године склопио савез са Светим римским царством, оженивши се Констанцом II Хоенштауфен, ћерком Фридриха II. Следеће године је напао Бугарску и одузео јој велики део Тракије и Македоније, продирући даље ка Солуну у намери да га присаједини својој држави. Победом над Бугарима из 1248. године, Ватац је опсео Латинско царство. Наставио је са освајањем њихових територија, све до смрти 1254. године.
Теодор II Ласкарис, син Јована Ватаца, суочио се са нападима Бугара и Тракији, али је успешно одбранио територије које је запосео његов отац. Сукоб између Епира и Никеје избио је 1257. године. Епир се придружио Манфреду Сицилијанском. Теодор II је умро 1258. године, а наследио га је малолетни Јован IV Ласкарис. Уместо њега, стварну власт обављао је генерал Михаило VIII Палеолог. Михаило се 1259. године прогласио Јовановим савладаром. Популарност је стекао победом у бици код Пелагоније 1259. године над удруженим војскама Манфреда Сицилијанског, епирског деспота и ахајског кнеза.

## Ослобођење Цариграда
Године 1260. Михаило је отпочео са нападима на Цариград, што његови претходници нису били у стању да ураде. У савезу са Ђеновом, његов генерал Алексије Стратегопул је провео месеце посматрајући престоницу и планирајући напад. Јула 1261. године, користећи се одсуством већине латинских снага, Алексије је успео да убеди стражу да отвори капије града. Ушавши унутра, најпре је спалио млетачку четврт (пошто је Млетачка република била противник Ђенове, а дужд Енрико Дандоло 1204. године иницирао освајање Цариграда). Неколико недеља касније Михаило је ушао у град, оснивајући нову династију Палеолога. Ахаја је убрзо освојена, али су Трапезунт и Епир остале независне грчке државе. Обновљено царство морало се суочити са претњом Османлија, који су се показали још опаснијим противницима од Селџука.

## Никејски цареви
- Теодор I Ласкарис (1204—1222)
- Јован III Дука Ватац (1222—1254)
- Теодор II Ласкарис (1254—1258)
- Јован IV Ласкарис (1258—1261)
- Михајло VIII Палеолог (савладар 1259-1261; обновитељ Византије)

## Идеологија и Хеленизам
Двор никејске државе користио је израз „Хелени” уместо ранијих „Римљана” за описивање свог грчког становништва. Савременици су преферирали употребу „Хелена” или придев „Хеленски” за Никејско царство. Стога је цар Теодор  Ласкарис заменио термине Римљани и Грци термином Хелени. Цар Теодор  Ласкарис описује своје краљевство као нова Хеленија. Патријарх Германос II је користио у званичној кореспонденцији са западним светом термин: „Грци” за описивање локалне популације и „Царство Грка” (грч. Βασιλεία των Γραικών) као име државе. Током тог периода постојала је усаглашена етничка грчка иницијатива за самоидентификацију.

## Никејски цареви
- Теодор  Ласкарис
- Јован  Дука Ватац
- Теодор  Ласкарис
- Јован  Ласкарис
- Михаило  Палеолог